# Кабилов, Тулен
Кабилов Тулен (каз. Төлен Қабылов) — советский солдат, Герой Советского Союза.

## Биография
Родился в 1917 году в ауле Асы-Сага, ныне село в Енбекшиказахском районе Алма-Атинской области Казахстана, в семье крестьянина. Казах. Рано остался сиротой, воспитывался в семье старшей сестры. Образование неполное среднее. Окончив курсы в Алма-Ате, работал счетоводом в родном колхозе. Член ВКП(б) с 1940 года.

### Участие в Великой Отечественной войне
В 1941 году был призван в Красную Армию. С мая 1942 года года на фронте. Воевал под Ленинградом на Волховском фронте, под Сталинградом, на Дону и Левобережной Украине, в Крыму, а после - направлялся для участия в операции Багратион через Белоруссию в Прибалтику. К весне 1945 года гвардии сержант Кабилов командовал отделением 72-го гвардейского стрелкового полка 24-й гвардейской стрелковой дивизии. Особо отличился при штурме города Кенигсберг (Калининград).
8 апреля 1945 года при штурме Кенигсберга (Калининград) отделение гвардии сержанта Кабилова одним из первых вышло на соединение с частями, наступавшими на город с юга. В уличных боях Кабилов лично уничтожил гранатой вражеский пулемёт, отличился в рукопашной схватке, в ходе которой его отделение уничтожило 15 немцев, 10 взяли в плен, и лично Тулен убил 6 немцев. 10 апреля в районе Юдиттен (ныне район Менделеева города Калининград) при отражении контратаки превосходящих сил противника гранатой подорвал вражескую самоходку, но и сам при этом погиб. Похоронен в братской могиле в поселке Чкаловск (в черте Калининграда).
Указом Президиума Верховного Совета СССР от 19 апреля 1945 года за образцовое выполнение заданий командования и проявленные при этом мужество и геройство гвардии сержанту Кабилову Тулену присвоено звание Героя Советского Союза.

## Награды
- Медаль «Золотая Звезда» Герой Советского Союза;
- орден Ленина;
- орден Красной Звезды;
- орден Славы 3-й степени;
- медали.

## Память
На родине именем Героя названы совхоз, средняя школа в селе Асысага, улицы в Алма-Ате и Чилике. В селе Асысага установлен памятник. Его имя носит траулер Калининградского производственного управления. В Калининграде на здании калининградской школы № 14 в память о подвиге Кабилова установлена мемориальная доска. Городским Советом депутатов Калининграда (пятого созыва) № 144 от 22 мая 2013 г. принято решение присвоить новой улице местного значения в Центральном районе города Калининграда наименование «Улица Тулена Кабилова».